# WannaCry
WannaCrypt (по-известен като WCry и WanaCrypt0r 2.0) e зловреден софтуер, червей и рансъмуер програма, която на 12 май 2017 г. блокира голям брой компютри, работещи с операционна система Windows.

## Засегнати
Едни от първите атакувани са били в Испания, а след това червеят се разпространява и в други страни. Засегнатите от червея компютри са на частни лица, търговски организации и правителствени агенции. Вирусът се използва и като средство за изнудване на пари. Към 15 май Wanna Cry е заразил около 200 хиляди компютри в над 150 страни. Според някои доклади, най-много заразени компютри са в Русия. Смята се, че в България вирусът е заразил компютри в София и Варна. 

## Действие
Wanna Cry използва експлойти като EternalBlue и DoublePulsar за разпространението си. EternalBlue се основава на уязвимост в протокола Microsoft Message Server Block, MS17-010. Най-опасното е, че веднъж влязъл в компютър, WannaCry се разпространява из всички машини, свързани в локална мрежа, като сканира произволни хостове и това прави разпространението му безконтролно, независимо от бдителността на потребителите. Заразата се възползва от слабост (експлойт) в операционната система Windows. Той поразява компютри, на които не са правени актуализации за сигурност, или са с пиратски версии на Windows, или са със стари версии. WannaCry криптира ценната информация на машините, а хакерите искат 300 долара откуп, за да предоставят ключ за дешифриране на собствениците.